# Hospital Universitari Dexeus
L'Hospital Universitari Dexeus es un centre sanitari i escola universitària de Barcelona, fundat el 1973 pels germans Josep Maria i Santiago Dexeus i Trias de Bes.

## Història
Té l’origen en la Clínica Mater, fundada el 1935 pel seu pare Santiago Dexeus i Font i clausurada arran de la Guerra Civil. Després del conflicte, va reobrir com a Clínica Dexeus, fins al 1973, quan es va transformar en l'actual institució. Concebuda inicialment com un centre ginecològic i obstètric, amb el pas del temps ha anat incorporant altres especialitats fins a esdevenir un centre integral de salut. Ha estat l’introductor a l’Estat espanyol de tècniques com l’anestèsia epidural en el part (1973), el primer embaràs amb inseminació artificial (1978) i la primera fecundació in vitro (1984).
El 1989 fou adscrit a la Universitat Autònoma de Barcelona i dona formació a nivell de pregrau amb els estudiants de la UAB, postgrau i màsters, així com formació sanitària especialitzada (FSE) de residents via MIR. El 1997, va ser adquirit per l'empresa nord-americana Columbia Healthcare Corporation, i l'any següent, per USP International. El 2012 es van fusionar els grups hospitalaris USP i Quirón per a formar el Grup Quirónsalud.
El 2008 va rebre la Creu de Sant Jordi.

## Edifici
Va ser projectat per l'estudi d'arquitectura Artigues & Sanabria, que ha incorporat la façana de l'antic Frenopàtic, així com la casa senyorial de l'angle sud-est i la banda meridional de l'antic jardí. Consta d'un cos alineat al carrer de Sabino Arana amb una alçada esglaonada que puja vers ponent de set a nou plantes. Al seu darrere hi ha un segon cos interior, també lineal, que recull la volumetria de l'antic Frenopàtic conservant la façana sud. Entre aquests dos edificis es crea un espai interior cobert però obert a l'exterior. Aquest espai a dos nivells serveix de gran vestíbul entre els diferents edificis del conjunt hospitalari. Cal destacar la planta baixa de l'atri per les claraboies situades a terra col·locades amb la finalitat d'il·luminar zenitalment àrees interiors sense llum natural dels soterranis. A llevant d'aquest atri hi ha un cos adossat de dues plantes que serveix de restaurant i que redueix visualment l'alçada des de la zona de la Gran Via de Carles III.
A les façanes exteriors, els arquitectes han projectat llargues obertures horitzontals que trenquen amb la pedra natural que revesteix l'edifici. Aquestes obertures a la façana meridional, la més lluminosa, són estretes i presenten la cobertura d'un brise-soleil metàl·lic. En canvi, a la façana nord, afrontada al carrer de Sabino Arana, les superfícies vidriades són més grans.